# Vojtěch Novotný (inženýr)
Vojtěch Novotný (28. února 1836 Mokrovraty – 21. března 1909 Praha-Nové Město) byl český strojní inženýr, konstruktér, první ředitel První Českomoravské továrny na stroje (pozdější ČKD) v Libni u Prahy.

## Život

### Mládí
Narodil se v Mokrovratech nedaleko Příbrami do rodiny Josefa Novotného a jeho manželky Rozálie, rozené Kocenské. Po dosažení středního vzdělání vystudoval strojní inženýrství a dosáhl titulu inženýra (pravděpodobně na pražské polytechnice). Roku 1866 se v pražském kostele svatého Tomáše na Malé Straně oženil s Marií Tomsovou.

### První Českomoravská továrna na stroje

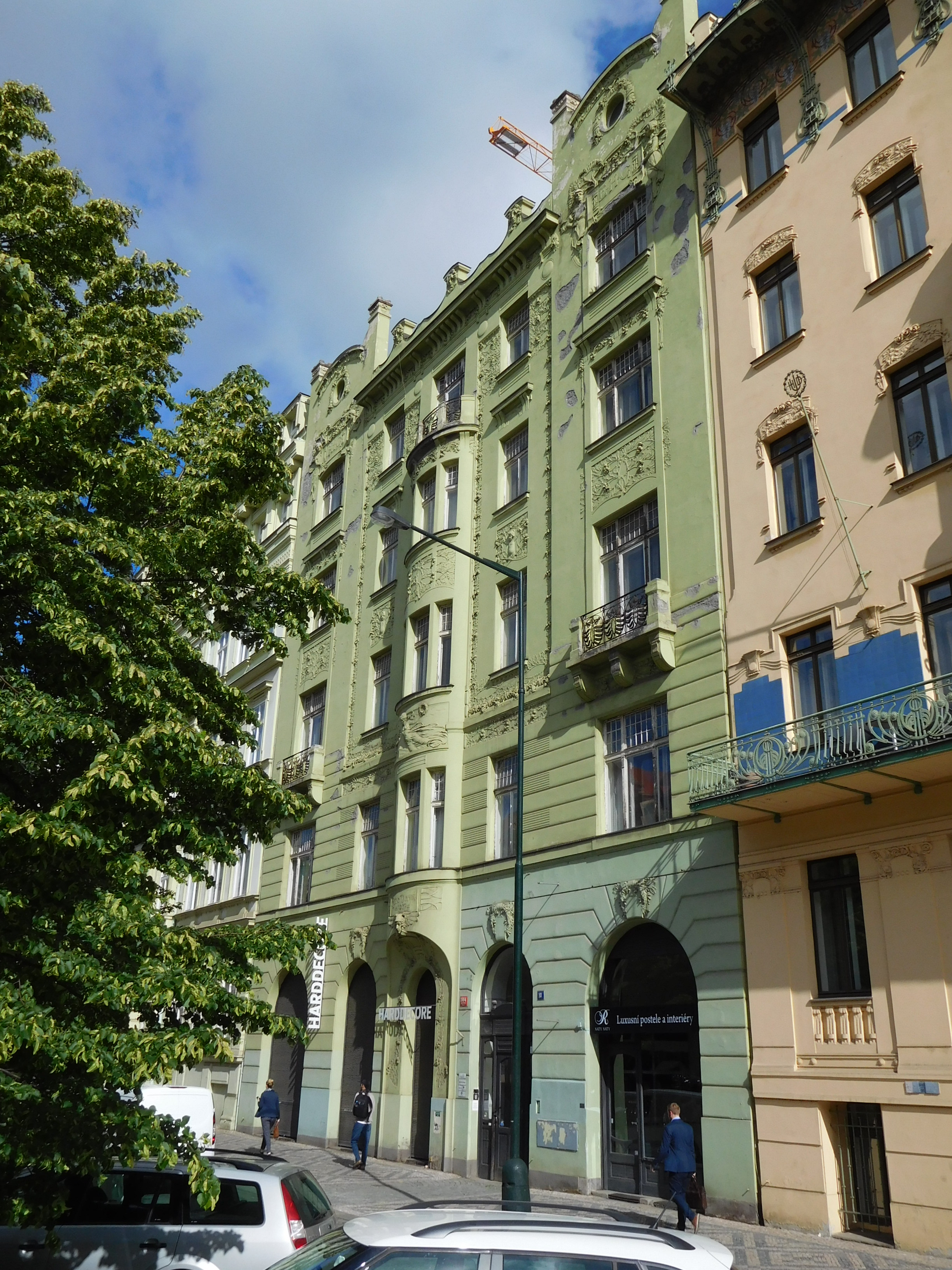
Dům Vojtěcha Novotného na Senovážném náměstí z roku 1903 (návrh a stavba: Matěj Blecha)

V roce 1871 se Novotný spolupodílel na založení akciové společnosti První Českomoravská továrna na stroje v Praze, která na ploše přes 10 ha postavila svůj závod v Libni u Prahy, a stal se prvním ředitelem podniku. Součástí koncernu byla též strojírna Daněk a spol. inženýra Čeňka Daňka založená v Karlíně roku 1854. Ta se roku 1872 sloučila se společností Breitfeld & Evans a vznikla tak Akciová společnost strojírny, dříve Breitfeld, Daněk i spol. Do jejího výrobního programu patřilo hlavně vybavení dolů a potravinářského průmyslu (strojní vybavení cukrovarů, pivovarů či lihovarů). Spolu se Škodovými závody v Plzni stala jednou z největších podniků svého druhu v tehdejším Rakousku-Uhersku, i v celé Evropě. Mezi velké realizace podniku patřila například Petřínská rozhledna či Průmyslový palác na Pražském výstavišti pro potřeby Zemské jubilejní výstavy v roce 1891. Své produkty vyvážela do celého Rakousko-uherské monarchie i zahraničí.

### Důchod
Po dvacetiletém působení ve funkci ředitele akciové společnosti odešel Vojtěch Novotný z ředitelské funkce do penze. Novým ředitelem se stal Bohuslav Mařík, syn lokomotivního konstruktéra Františka Maříka. Pod Maříkovým vedením na přelomu století zahájil závod výrobu kolejových vozidel, (v roce 1907 pak spolu se společností Ringhoffer založila výrobce automobilů Praga).

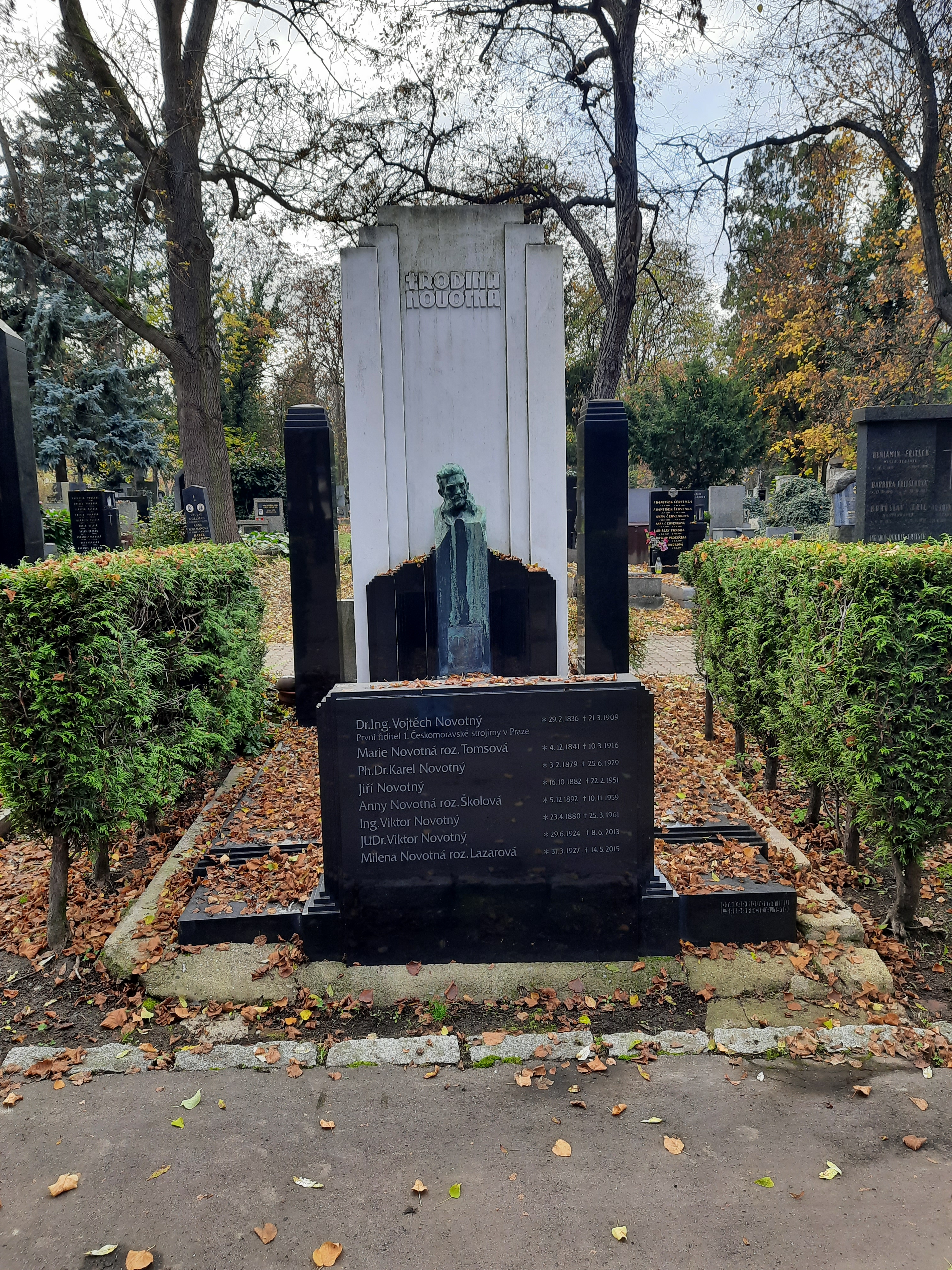
Hrobka rodiny Vojtěcha Novotného na Olšanských hřbitovech

V letech 1902 až 1903 nechal Novotný na novoměstském Senovážném náměstí vystavět několikapatrový bytový secesní dům, kde se svou rodinou žil. Návrh a realizaci stavby provedl pražský architekt a stavitel Matěj Blecha. Novotný byl činný též ve veřejném a spolkovém životě, byl například členem spolků SUV Mánes či Umělecká beseda.

### Úmrtí
Vojtěch Novotný zemřel 21. března 1909 ve svém domě č.p. 1984/II na Novém Městě ve věku 73 let. Pohřben byl v rodinné secesní hrobce na Olšanských hřbitovech. Hrobku navrhl architekt Otakar Novotný, součástí náhrobku je Novotného busta.

### Po smrti
Roku 1921 se První Českomoravská továrna na stroje v Praze sloučila s Elektrotechnickou a.s. vzešlou z někdejšího strojírenského závodu Emila Kolbena a vznikla tak Českomoravská – Kolben. Ta se v roce 1927 spojila s Akciovou společností Strojírny, dříve Breitfeld, Daněk a spol. a vznikla Českomoravská–Kolben–Daněk (ČKD), největší strojírna v tehdejším Československu.

### Rodinný život
Vojtěch Novotný byl od roku 1866 ženatý s Marií, rozenou Tomsovou (1841–1916), původem z Líbeznice. Svatba proběhla 6. února 1866 v Praze. Spolu počali syny Karla (1879), Viktora (1880) a Jiřího (1882). Marie, Karel a Viktor jsou pohřbeni v rodinné hrobce.